# Myrmekofauna
Myrmekofauna – fauna mrówek, ogół gatunków mrówek występujących na danym terenie, ekosystemie, parku krajobrazowym, typie siedliska, część biocenozy (na przykład myrmekofauna torfowiska oznacza faunę mrówek żyjących na torfowisku). Pojęcie stosowane w pracach faunistycznych. W jednym ekosystemie występuje bardzo dużo gatunków, praktycznie jeden badacz nie jest w stanie objąć wszystkich gatunków składających się na biocenozę. W konsekwencji analizowane są wybrane grupy systematyczne lub ekologiczne, np. trichopterofauna, koleopterofauna itd.
Przedstawicielami myrmekofauny leśnej są w większości mrówki rudnice: mrówka rudnica (Formica rufa) i mrówka ćmawa (Formica polyctena), których kopce są pod ochroną.
W myrmekofaunie łąkowej występuje mrówka łąkowa (Formica prantensis), która jest całkowicie pod ochroną oraz popularne wszędzie: hurtnice pospolite (Lasius niger), pierwomrówki łagodne (Formica fusca) i podziemnica zwyczajna (Lasius flavus).